# Danh sách di sản văn hóa Tây Ban Nha được quan tâm ở hạt Montsià (tỉnh Tarragona)
Danh sách di sản văn hóa Tây Ban Nha được quan tâm ở hạt Montsià (tỉnh Tarragona)

## Di tích theo thành phố

### A

#### Alcanar
| Tên                                | Dạng         | Địa điểm                     | Tọa độ                                        | Số hồ sơ tham khảo? | Ngày nhận danh hiệu? | Hình ảnh                          |
| ---------------------------------- | ------------ | ---------------------------- | --------------------------------------------- | ------------------- | -------------------- | --------------------------------- |
| Khu dân cư Ibérico Moleta Remei    | Khu khảo cổ  | Alcanar                      |                                               | RI-55-0000092       | 11-01-1979           | Upload image                      |
| Tháp Alcanar (Tháp Carrer Nou)     | Di tích Tháp | Alcanar Carrer Nou           | 40°32′39″B 0°28′56″Đ / 40,544167°B 0,482222°Đ | RI-51-0006551       | 08-11-1988           | Torre de Alcanar · Upload image   |
| Tháp Calvó (Tháp Gimeno)           | Di tích Tháp | Alcanar Partida La Fonda     | 40°34′46″B 0°32′04″Đ / 40,579444°B 0,534444°Đ | RI-51-0006556       | 08-11-1988           | Upload image                      |
| Tháp Morralla                      | Di tích Tháp | Alcanar Partida La Fonda     | 40°34′29″B 0°32′09″Đ / 40,574722°B 0,535833°Đ | RI-51-0006555       | 08-11-1988           | Torre de Morralla · Upload image  |
| Tháp Moro II (Tháp d'En Pasqualet) | Di tích Tháp | Alcanar Partida del Codonyol | 40°37′04″B 0°34′14″Đ / 40,617778°B 0,570556°Đ | RI-51-0006553       | 08-11-1988           | Torre del Moro II · Upload image  |
| Tháp Moro III (Tháp Urbano)        | Di tích Tháp | Alcanar                      | 40°36′59″B 0°33′59″Đ / 40,616389°B 0,566389°Đ | RI-51-0006554       | 08-11-1988           | Torre del Moro III · Upload image |

#### Amposta
| Tên                            | Dạng            | Địa điểm                              | Tọa độ                                        | Số hồ sơ tham khảo? | Ngày nhận danh hiệu? | Hình ảnh                             |
| ------------------------------ | --------------- | ------------------------------------- | --------------------------------------------- | ------------------- | -------------------- | ------------------------------------ |
| Lâu đài Amposta                | Di tích Lâu đài | Amposta Avenida de San Jaime, 1       | 40°42′52″B 0°34′48″Đ / 40,714444°B 0,58°Đ     | RI-51-0006570       | 08-11-1988           | Castillo de Amposta · Upload image   |
| Tháp Forcherón (Tháp Futxeron) | Di tích Tháp    | Amposta                               | 40°40′06″B 0°35′14″Đ / 40,668329°B 0,587184°Đ | RI-51-0006571       | 08-11-1988           | Torre de Forcherón · Upload image    |
| Tháp l'Oriola                  | Di tích Tháp    | Amposta                               | 40°40′26″B 0°35′25″Đ / 40,673889°B 0,590278°Đ | RI-51-0006572       | 08-11-1988           | Torre de l'Oriola · Upload image     |
| Tháp Carrova                   | Di tích Tháp    | Amposta Carretera de la Carrova km. 7 | 40°44′34″B 0°33′39″Đ / 40,742778°B 0,560833°Đ | RI-51-0005017       | 03-06-1977           | Torre de la Carrova · Upload image   |
| Tháp Figuera                   | Di tích Tháp    | Amposta                               |                                               | RI-51-0006759       | 08-11-1988           | Upload image                         |
| Tháp Poquessalses              | Di tích Tháp    | Amposta                               | 40°40′26″B 0°34′42″Đ / 40,673889°B 0,578333°Đ | RI-51-0006573       | 08-11-1988           | Torre de Poquessalses · Upload image |
| Tháp San Juan                  | Di tích Tháp    | Amposta                               | 40°38′07″B 0°42′28″Đ / 40,635278°B 0,707778°Đ | RI-51-0006574       | 08-11-1988           | Torre de San Juan · Upload image     |

### F

#### Freginals
| Tên               | Dạng        | Địa điểm  | Tọa độ | Số hồ sơ tham khảo? | Ngày nhận danh hiệu? | Hình ảnh     |
| ----------------- | ----------- | --------- | ------ | ------------------- | -------------------- | ------------ |
| Căn nhà Librerías | Khu khảo cổ | Freginals |        | RI-55-0000540       | 20-08-1996           | Upload image |
| Căn nhà Masets    | Khu khảo cổ | Freginals |        | RI-55-0000539       | 20-08-1996           | Upload image |

### L

#### La Galera
| Tên                          | Dạng         | Địa điểm  | Tọa độ                                        | Số hồ sơ tham khảo? | Ngày nhận danh hiệu? | Hình ảnh                                              |
| ---------------------------- | ------------ | --------- | --------------------------------------------- | ------------------- | -------------------- | ----------------------------------------------------- |
| Nhà thờ pháo đài Tháp Galera | Di tích Tháp | La Galera | 40°40′51″B 0°27′46″Đ / 40,680833°B 0,462778°Đ | RI-51-0006630       | 08-11-1988           | Iglesia Fortificada Torre de la Galera · Upload image |

### S

#### Sant Carles de la Ràpita(Sant Carles de la Ràpita)
| Tên                             | Dạng            | Địa điểm                | Tọa độ                                        | Số hồ sơ tham khảo? | Ngày nhận danh hiệu? | Hình ảnh                                                |
| ------------------------------- | --------------- | ----------------------- | --------------------------------------------- | ------------------- | -------------------- | ------------------------------------------------------- |
| Lâu đài San Carlos Rápita       | Di tích Lâu đài | San Carlos de la Rápita |                                               | RI-51-0006711       | 08-11-1988           | Upload image                                            |
| Glorieta San Carlos Rápita      | Di tích         | San Carlos de la Rápita | 40°37′17″B 0°35′14″Đ / 40,621389°B 0,587222°Đ | RI-51-0005080       | 22-03-1984           | Glorieta de San Carlos de la Rápita · Upload image      |
| Nhà thờ Nueva San Carlos Rápita | Di tích Nhà thờ | San Carlos de la Rápita | 40°36′57″B 0°35′16″Đ / 40,615833°B 0,587778°Đ | RI-51-0005079       | 22-03-1984           | Iglesia Nueva de San Carlos de la Rápita · Upload image |
| Tháp Guardiola                  | Di tích Tháp    | San Carlos de la Rápita | 40°37′25″B 0°35′09″Đ / 40,623611°B 0,585833°Đ | RI-51-0006710       | 08-11-1988           | Torre de la Guardiola · Upload image                    |
| Tháp Moro I                     | Di tích Tháp    | San Carlos de la Rápita | 40°37′00″B 0°34′28″Đ / 40,616667°B 0,574444°Đ | RI-51-0006552       | 08-11-1988           | Torre del Moro I · Upload image                         |

#### Sant Jaume d'Enveja(Sant Jaume d'Enveja)
| Tên            | Dạng         | Địa điểm             | Tọa độ | Số hồ sơ tham khảo? | Ngày nhận danh hiệu? | Hình ảnh     |
| -------------- | ------------ | -------------------- | ------ | ------------------- | -------------------- | ------------ |
| Tháp San Jorge | Di tích Tháp | San Jaime de Enveija |        | RI-51-0006716       | 08-11-1988           | Upload image |

### U

#### Ulldecona
| Tên                                   | Dạng             | Địa điểm  | Tọa độ                                        | Số hồ sơ tham khảo? | Ngày nhận danh hiệu? | Hình ảnh                             |
| ------------------------------------- | ---------------- | --------- | --------------------------------------------- | ------------------- | -------------------- | ------------------------------------ |
| Căn nhà Escuarterades I               | Khu khảo cổ      | Ulldecona |                                               | RI-55-0000541       | 20-08-1996           | Upload image                         |
| Căn nhà Escuarterades II              | Khu khảo cổ      | Ulldecona |                                               | RI-55-0000542       | 20-08-1996           | Upload image                         |
| Căn nhà Ermitas Sierra Piedad         | Khu khảo cổ      | Ulldecona |                                               | RI-55-0000543       | 20-08-1996           | Upload image                         |
| Nhà Comanda (Edificación fortificada) | Di tích Lâu đài  | Ulldecona | 40°35′51″B 0°26′46″Đ / 40,5975°B 0,446111°Đ   | RI-51-0006766       | 08-11-1988           | Casa de la Comanda · Upload image    |
| Lâu đài Ulldecona                     | Di tích Lâu đài  | Ulldecona | 40°35′41″B 0°25′50″Đ / 40,594722°B 0,430556°Đ | RI-51-0006765       | 08-11-1988           | Castillo de Ulldecona · Upload image |
| Lâu đài Ulldecona                     | Địa điểm lịch sử | Ulldecona | 40°35′41″B 0°25′50″Đ / 40,594722°B 0,430556°Đ | RI-54-0000029       | 19-12-1969           | Castillo de Ulldecona · Upload image |